# Bell Challenge 2012
Il Bell Challenge 2012 è stato un torneo di tennis giocato sul cemento indoor. È stata la 20ª edizione del Bell Challenge, che fa parte della categoria International nell'ambito del WTA Tour 2012. Si è giocato al PEPS sport complex di Québec City in Canada, dal 10 settembre al 16 settembre 2012.

## Partecipanti

### Teste di serie
| Nazionalità | Giocatrice                 | Ranking* | Teste di serie |
| ----------- | -------------------------- | -------- | -------------- |
| Slovacchia  | Dominika Cibulková         | 14       | 1              |
| Belgio      | Yanina Wickmayer           | 29       | 2              |
| Germania    | Mona Barthel               | 35       | 3              |
| Canada      | Aleksandra Wozniak         | 48       | 4              |
| Svizzera    | Romina Oprandi             | 56       | 5              |
| Rep. Ceca   | Barbora Záhlavová-Strýcová | 60       | 6              |
| Croazia     | Petra Martić               | 64       | 7              |
| Rep. Ceca   | Lucie Hradecká             | 69       | 8              |

* Le teste di serie sono basate sul ranking al 27 agosto 2012

### Altre partecipanti
Le seguenti giocatrici hanno ricevuto una wild card per il tabellone principale:
- Eugenie Bouchard
- Dominika Cibulková
- Yanina Wickmayer

Le seguenti giocatrici sono passate dalle qualificazioni:

- Lauren Davis
- Kristina Mladenovic
- Maria Sanchez
- Heidi El Tabakh
- Jessica Pegula (lucky loser)

## Campionesse

### Singolare
Kirsten Flipkens ha sconfitto in finale  Lucie Hradecká per 6-1, 7-5.
- È il primo titolo in carriera per Kirsten Flipkens.

### Doppio
Tatjana Maria /  Kristina Mladenovic hanno sconfitto in finale  Alicja Rosolska /  Heather Watson per 7–6(5), 6(6)–7, [10-7].